# Salatiga
Salatiga è una città dell'Indonesia, situata nella provincia di Giava Centrale.